# Шарлотвилл
Шарлотвилл (англ. Charlotteville) — рыбацкая деревня на северо-востоке острова Тобаго. Расположена на склоне холма на берегу бухты Ман-оф-Уор (Man of War Bay) Карибского моря. Административно относится к уорду Тобаго Республики Тринидад и Тобаго.
Деревня ведёт историю от колонии Новый Валхерен (нидерл. Nieuw Walcheren), основанной в XVII веке Яном де Мором, бургомистром города Флиссинген на острове Валхерен, который  состоял в дружбе с Виллемом Усселинксом, основателем Голландской Вест-Индской компании.
В XIX веке поместье Шарлотвилл, где были организованы огромные плантации сахарного тростника, стало основой современного поселения.
Деревня Шарлотвилл относилась к приходу Сент-Джон, который был представлен в Палате собрания Тобаго.
В настоящее время основой экономики является сельское хозяйство, туризм и рыболовство. В деревне проводится День природных богатств в рамках ежегодного Фестиваля наследия Тобаго.
Дорога соединяет Шарлотвилл с деревней Спейсайд, расположенной южнее, а оттуда с Роксборо и главным городом острова — Скарборо.